# Пак Імре Шандорович
Імре Шандорович Пак (угор. Pákh Imre; 28 червня 1950, Мукачево) — угорсько-український підприємець.

## Життєпис
Народився 28 червня 1950 року в м. Мукачево. У 1967 році закінчив Мукачівську середню школу № 1 ім. О. С. Пушкіна, а у 1972 році — східний факультет Ленінградського державного університету.
У 1973 році Імре Пак переїхав на постійне місце проживання в Угорщину, а у 1974 році — до США. У 1979 році закінчив Нью-Йоркський університет, отримавши ступінь магістра, після чого розпочав трудову діяльність у великій торговельній фірмі «Федерейтед Департамент Сторз», у якій пропрацював 4 роки. Після цього став віце-президентом «Метал-кемікал» — фірми, яка займалася торгівлею виробами металургійної та хімічної промисловості. У 1989 році заснував фірму «ІБЕ Трейд», де був головою ради директорів до 2000 року.
З 2000 року займається інвестиційною діяльністю в металургійній та біотехнологічній галузях.

## Меценатство та громадська діяльність
Пак Імре — президент Міжнародного фонду Міхая Мункачі, який займається фінансуванням науково-дослідницьких робіт, пошуком втрачених картин художника, виданням книг, організацією виставок.
За його ініціативи та меценатської підтримки була організована потужна виставка робіт всесвітньовідомого художника, почесного громадянина м. Мукачева — Міхая Мункачі, на відкритті якої були присутні та виступили Президент України Віктор Ющенко та Прем'єр-міністр Угорщини Ференц Дюрчань.
На кошти Імре Пака велися ремонтні роботи в замку Паланок, будівництво вулиць міста, були видані книги з історії міста, здійснюється фінансова підтримка ліцею ім. Святого Стефана та міського дитячо- юнацького клубу «Мукачево» (об'єднує близько 200 хлопців 5 вікових категорій), база по вул. Садовій використовується для проживання дітей з різних районів Закарпаття.
Імре Пак підтримав ініціативу мукачівців щодо спорудження фонтану у мікрорайоні Росвигово, виділивши для цього 191 тис. грн. власних коштів.

## Відзнаки
За активну меценатську та просвітницьку діяльність має державні нагороди Угорщини та України, зокрема Указом Президента України Віктора Ющенка від 21 серпня 2007 року № 739 нагороджений орденом «За заслуги» ІІІ ступеня.
За допомогу рідному місту 30 липня 2009 року Імре Паку присвоєно звання «Почесний громадянин міста Мукачева».